# Asymmetrione globifera
Asymmetrione globifera là một loài chân đều trong họ Bopyridae. Loài này được miêu tả khoa học năm bởi An, Markham & Yu, 2010.